# La Noche Blanca del Flamenco

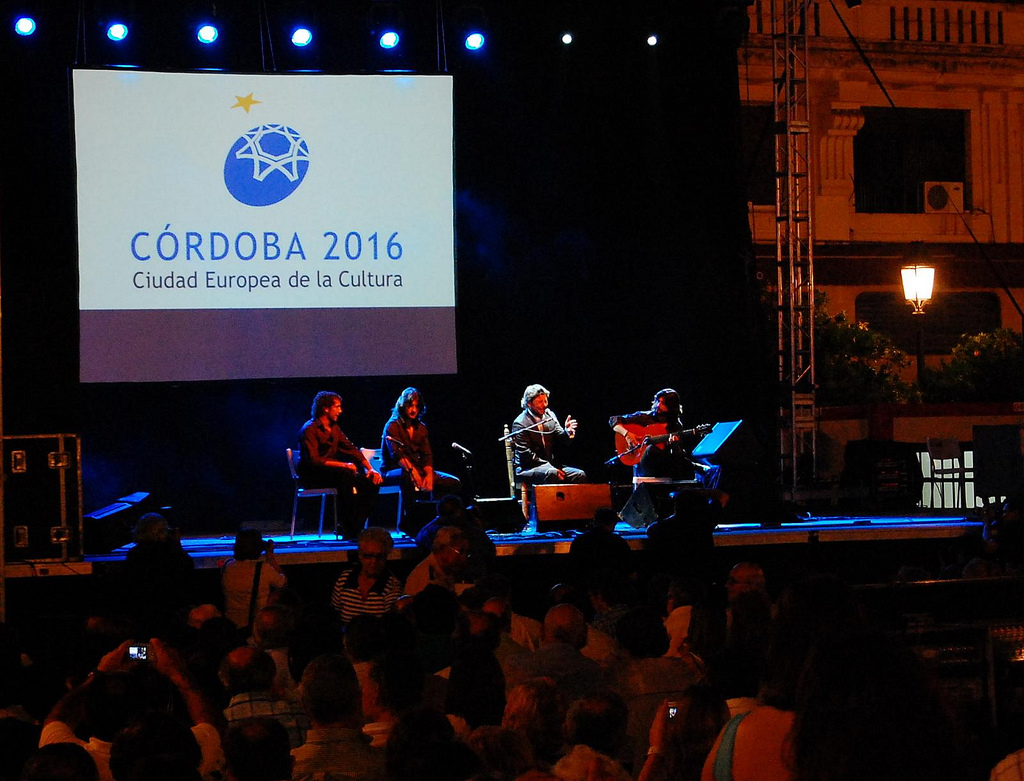
La Noche Blanca del Flamenco en la plaza de las Tendillas en su edición 2008.

La Noche Blanca del Flamenco es un evento celebrado en Córdoba (España). Durante ese día se llevan a cabo por toda la ciudad, desde inicios de la noche hasta la madrugada, numerosos conciertos y actuaciones relacionadas con el flamenco con la presencia de grandes figuras del flamenco. Se trata de una iniciativa promovida por el Ayuntamiento de Córdoba y la Fundación Córdoba 2016 e inspirada por la Nuit Blanche celebrada en París en 2002.

## I edición
En la primera edición, celebrada el 21 de junio de 2008 desde las diez de la noche hasta las siete de la mañana, participaron de forma activa 577 artistas que movilizaron a más de 200.000 personas. Algunos de los artistas presentes fueron Chambao, Diego "El Cigala", Montse Cortés "La Tana", José "El Francés", Antonio Fernández Díaz "Fosforito", Manolo Sanlúcar, Miguel Poveda e Israel Galván entre otros.

## II edición
La segunda edición consiguió movilizar a más de 250.000 personas. Se celebró el 20 de junio de 2009, desde las 22:30 horas de la noche hasta las 7 horas de la madrugada. En esta edición participaron 675 artistas, tales como Rosario Flores, José Mercé y el grupo Medina Azahara.

## III edición
Celebrada el 19 de junio de 2010 contó con la asistencia de, entre otros, Enrique Morente, Yasmin Levy, Howe Geld & Band of Gypsies con Raimundo Amador, Pitingo, David Peña “Dorantes” y el Pele.

## IV edición
En esta edición, celebrada el 18 de junio de 2011, se realizaron 11 espectáculos, llevados a cabo por más de 300 artistas, a los cuales asistieron unas 250.000 personas. Entre los artistas que participaron estuvieron Miguel Poveda, Niña Pastori, India Martínez, Los Evangelistas, Eva Yerbabuena, Diego Carrasco, Tomasito y Javier Ruibal entre otros.

## V edición
En esta edición, realizada el 16 de junio de 2012, con más de 20 espectáculos en la que se rindió homenaje a Camarón de la Isla con artistas como Tomatito, Estrella Morente, Kiko Veneno, Pepe de Lucía, La Susi, Diego Guerrero, Antonio Mejías, Duquende, Paco de Dios, José Manuel Hierro, Joaquín Ruiz, Jesús Gómez Casares, Luis Monge, Rafael Espejo Churumbaque, Alfonso Aroca, Alberto López, Niño Seve, entre otros. Así mismo hubo exposiciones de pintura y fotografía, catas de vino y degustaciones de coctelería y de potajes.

## VI edición
Realizada el 22 de junio de 2013 con más de 20 espectáculos, en los que participaron artistas como Dorantes, Marina Heredia, El Pele, Cherokee, Lya, Farah Siraj, Argentina, David Pino, Raimundo Amador, El Calli, David Palomar, entre otros. Además hubo actividades paralelas como proyecciones flamencas y exposiciones de pintura.

## VII edición
En esta edición, realizada el 21 de junio de 2014.

## VIII edición
En esta edición, realizada el 20 de junio de 2015.

## IX edición
En esta edición, realizada los días 16, 17 y 18 de junio de 2016.

## X edición
En esta edición, realizada el día 17 de junio de 2017, hubo espectáculos desde las 22:30 con Carmen Linares, Marina Heredia y Arcángel hasta las 5:00 con Miguel Campello.